# Verzorgingsplaats Hendriksbos
Verzorgingsplaats Hendriksbos is een Nederlandse verzorgingsplaats gelegen aan de A28 Groningen - Utrecht tussen afritten 14 en 13 nabij Nunspeet.

## Schoonste toilet
In een onderzoek van het consumentenprogramma Kassa in 2005 eindigde de verzorgingsplaats op de derde plaats in de top 5 van verzorgingsplaatsen met het schoonste toilet.

## Routiers

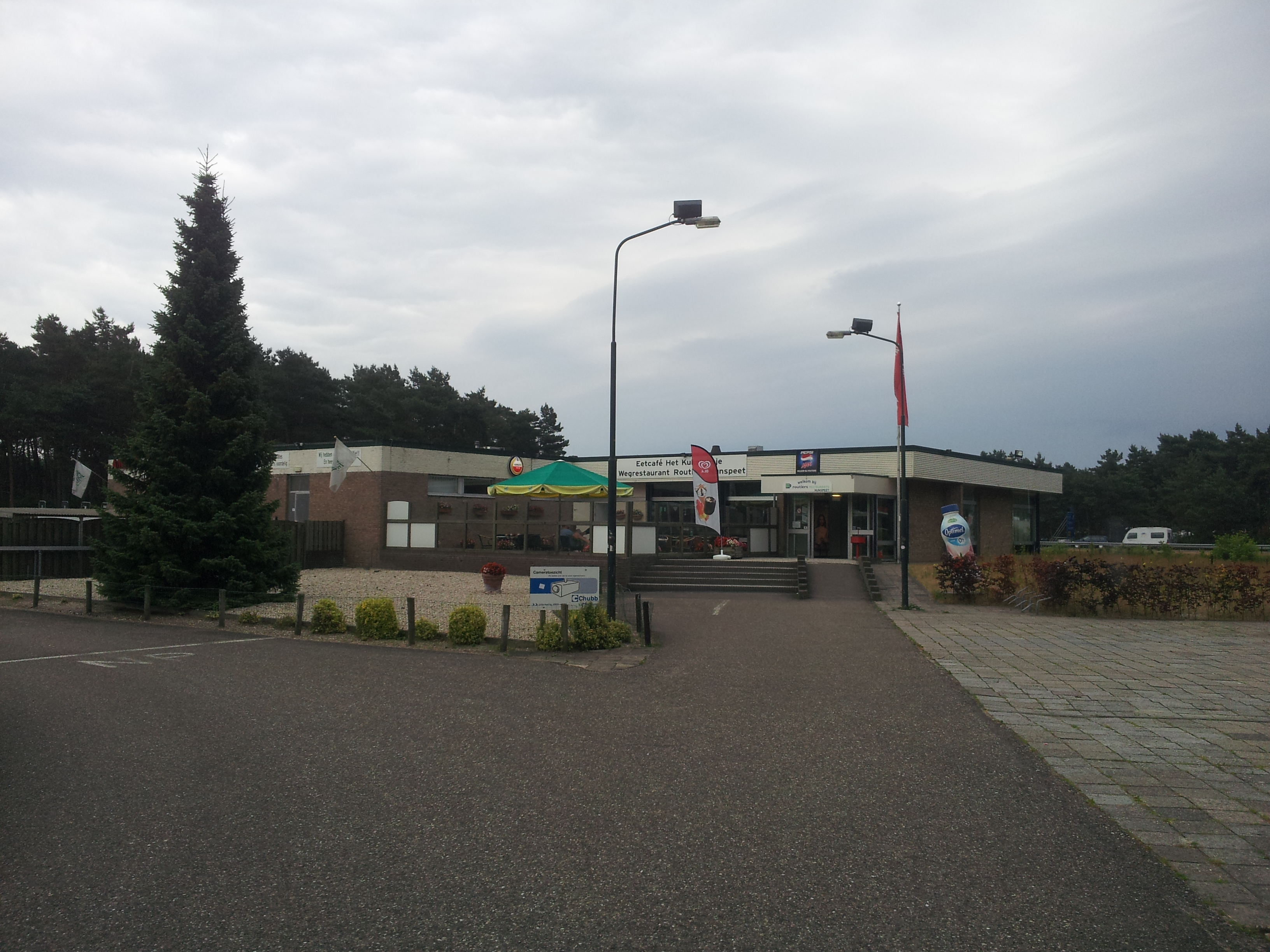
Restaurant Routiers Nunspeet

De restaurantketen Hajé (voorheen Routiers) heeft hier een van haar grotere vestigingen. Deze biedt de volgende voorzieningen:
- Bereikbaarheid parkeerterrein aan beide zijden van de autosnelweg A28
- Winkel
- Was- en douchegelegenheid
- Fax-, kopieer- en telefoonservice
- Terrassen (bediend en zelfbediening)
- Rolstoelvriendelijk
- Zaalaccommodatie voor o.a. vergadering, training of productpresentatie
- Verkooppunt eurovignet
- Verkooppunt prepaid kaarten van alle telecomproviders
- Mogelijkheid tot draadloos internetgebruik
- Kinderhoek en kinderspeeltuin buiten
- Afstelmogelijkheid voor de spiegels van vrachtwagens
- Beveiligde parkeerplaats

### Hajé
Anno 2019 is het restaurant onder de naam Hajé restaurant Nunspeet bekend.

## Willemsbos

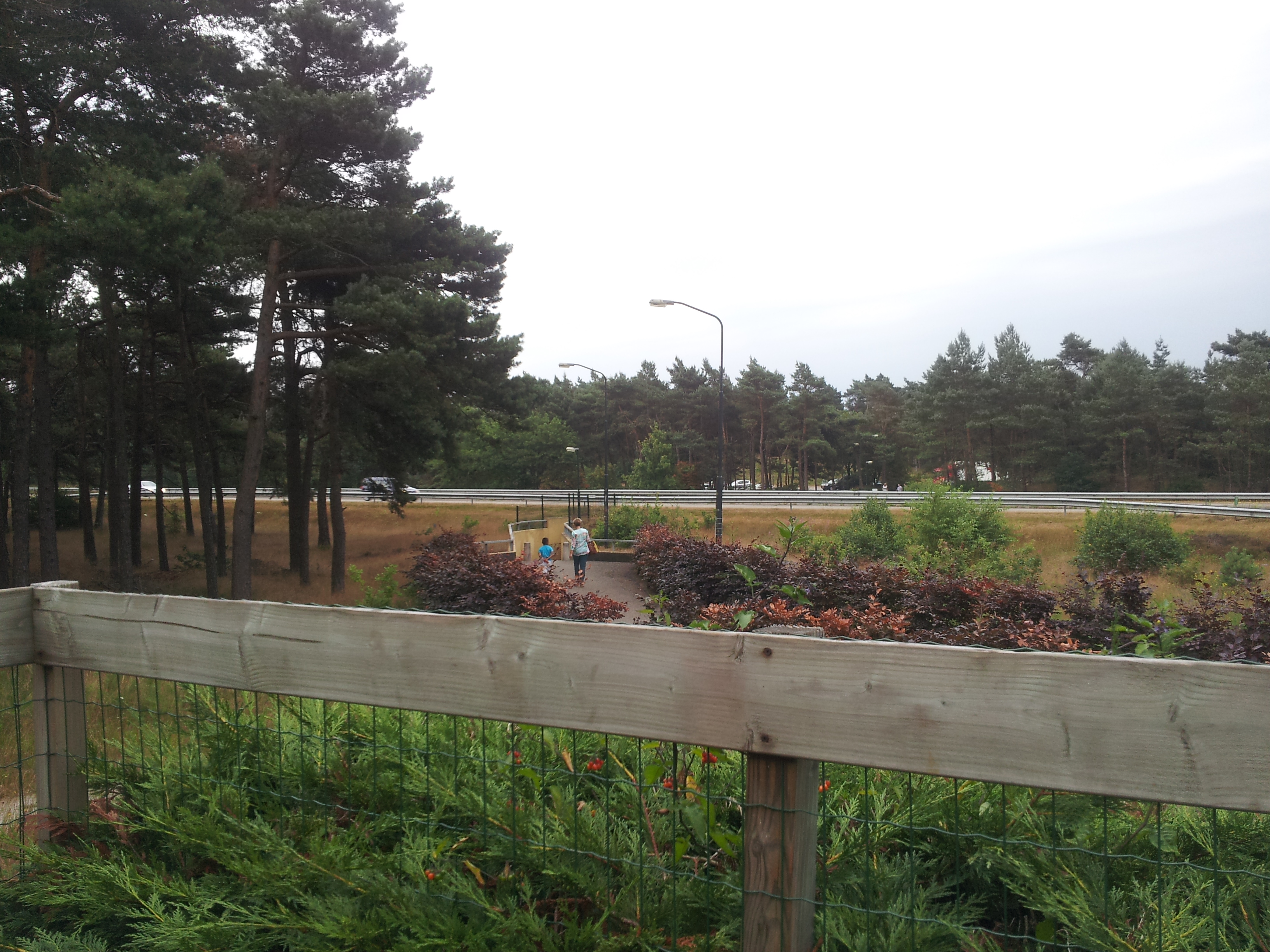
Voetgangerstunnel naar Willemsbos

De verzorgingsplaats is middels een tunnel verbonden met verzorgingsplaats Willemsbos aan de andere zijde van de autosnelweg.

## Fastned
In oktober 2019 is begonnen aan de aanleg van een Fastned snellaadstation, die in december 2019 in gebruik werd genomen.